# Can't Buy Me Love
„Can't Buy Me Love“ je píseň od britské skupiny The Beatles. Byla napsána v roce 1964. Kromě koncertů se také objevila ve filmu A Hard Day's Night (1964 – První film natočený o skupině The Beatles). Autory písně byli John Lennon a Paul McCartney, producentem původní nahrávky vydané na albu A Hard Day's Night byl George Martin. Píseň rovněž vyšla na singlu, na jehož B-straně byla skladba „You Can't Do That“. V pozdějších letech nahráli coververze písně například John Pizzarelli, Michael Bublé nebo skupina Big Time Rush.
Českou coververzi pod názvem „Já čekám dál“ s textem Zdeňka Borovce v roce 1966 nazpívala Eva Pilarová.